# سباق طواف فرنسا 1925
سباق طواف فرنسا 1925 من سلسلة سباقات سباق طواف فرنسا. أقيم هذا السباق في تاريخ 21 يونيو - 19 يوليو 1925 على 18 مراحل. بعد مرور 219 ساعة و10 دقيقة و18 ثانية وبعد طي 5430 كم بمتوسط 24.775 كم في الساعة فاز بالميدالية الذهبية أوتّافيو بوتيكيا من إيطاليا، فيما حصد لوسيان بيوس من بلجيكا الميدالية الفضية، وكانت الميدالية البرونزية من نصيب بارتولوميو أيمو من إيطاليا.

## الميداليات
| ذهب                       | فضة                  | برونز                     |
| أوتّافيو بوتيكيا - إيطاليا | لوسيان بيوس - بلجيكا | بارتولوميو أيمو - إيطاليا |